# Əniqoba
Əniqoba è un comune dell'Azerbaigian situato nel distretto di Qusar. Conta una popolazione di 737 abitanti.